# 서울안보대화
서울안보대화(Seoul Defense Dialogue, SDD)는 대한민국 국방부가 주도하는 최고위급 연례 다자안보대화체이다. '안보와 평화를 위한 협력(Cooperation for Security & Peace)'를 슬로건으로 한반도를 포함한 아태지역 내 안보환경 개선과 다자간 군사적 신뢰 구축을 위해 각국 국방차관이 참여하며 2012년 11월 14일 처음 개최되었다.

## 표어
안보와 평화를 위한 협력(Cooperation for Security & Peace)

## 배경
- 서울안보대화와 같은 다자안보대화체의 구상은 노태우 대통령의 동북아 평화협의회 제안(1988. 10. 13, 유엔연설), 동북아안보대화(NEASeD) 제의(1994. 5, ARF-SOM) 등을 거치면서 서울안보대화가 개최되기 전까지 꾸준히 지속되어 왔음

- 역사적 배경
  - 1990년 9월 4일, 국무총리를 단장으로 하는 제1차 남북고위급회담, 1991년 12월 ｢남북기본합의서｣ 채택에 따라 국방부는 남북한 군사적 신뢰구축과 군비통제를 준비하기 위해 ｢군비통제관실｣을 편성
  - 1991년 11월 14일, 국내 민간전문가가 참여하는 ｢남북군비통제세미나｣(트랙 2)를 최초로 개최
  - 이후 남북관계는 개선되지 않고 북한 핵실험‧장거리미사일 발사 등 군사위협이 지속됨에 따라 2008년부터 국‧내외 민간전문가들이 참여하는 ｢국제군비통제세미나｣(트랙 2)로 개선‧발전
  - 2012년부터 국방차관급 및 민관안보전문가가 참여하는 ｢서울안보대화｣를 개최

- 안보적·현실적 배경
  - 최근의 안보현실은 개별국가 차원에서 대응하기 어려운 안보위협 증대로 인해 다자간 안보대화가 요구
  - 역내 다양한 수준의 안보대화체는 평화·안정을 위한 중요한 역할을 수행하고 있으며, 국방차관급 다자안보 대화체는 부재
  - 서울안보대화는 국가 간 신뢰증진 및 한반도 긴장완화를 위한 정책대안 모색이 가능한 ‘실질적인 안보 토론의 場’으로 추진

## 개최 현황
- 1차: 2012년 11월 14일(수)~16일(금), 서울 신라호텔 영빈관
- 2차: 2013년 11월 11일(월)~13일(수), 서울 웨스틴 조선호텔
- 3차: 2014년 10월 29일(수)~31일(금), 서울 웨스틴 조선호텔
- 4차: 2015년 9월 9일(수)~11일(금), 서울 웨스틴 조선호텔

## 기능
국제사회의 이해와 협력을 제고하여 한반도의 평화와 안정을 도모하고 한반도를 포함한 아태지역 내 안보환경 개선과 다자간 군사적 신뢰 구축

## 참석국가 및 국제기구

### SDD 2012
- 15개 국가 및 2개 국제기구
  - 미국, 일본, 중국, 러시아, 캐나다, 뉴질랜드, 호주, 인도네시아,싱가포르, 베트남, 태국, 필리핀, 말레이시아, 인도, EU, NATO

### SDD 2013
- 20개 국가 및 3개 국제기구
  - 호주, 브루나이, 캄보디아, 캐나다, 중국, 인도, 인도네시아, 일본, 한국, 라오스, 말레이시아, 몽골, 미얀마, 뉴질랜드, 필리핀, 러시아, 싱가포르, 태국, 미국, 베트남, EU, UN, NATO

### SDD 2014
- 27개 국가 및 3개 국제기구
  - 한국, 미국, 중국, 일본, 러시아, 캐나다, 호주, 뉴질랜드, 인도, 베트남, 싱가포르, 인도네시아, 말레이시아, 태국, 필리핀, 몽골, 브루나이, 캄보디아, 라오스, 미얀마, 터키, 콜롬비아, 페루, 칠레, 영국, 프랑스, 독일, EU, NATO, UN

### SDD 2015
- 33개 국가 및 4개 국제기구 - 초청대상 국가
  - 한국, 북한, 미국, 중국, 일본, 러시아, 캐나다, 호주, 뉴질랜드, 인도, 베트남, 싱가포르, 인도네시아, 말레이시아, 태국, 필리핀, 몽골, 브루나이, 캄보디아, 라오스, 미얀마, 터키, 콜롬비아, 페루, 칠레, 사우디, UAE, 우즈베키스탄, 아제르바이잔, 멕시코, 영국, 프랑스, 독일, EU, NATO, UN, OSCE

## 의제
- SDD 2012
  - 대주제: 더욱 안전한 아태지역을 위한 협력: 과제와 해법
  - 아·태지역의 공동안보 도전과 WMD(대량살상무기) 확산: 대응 및 협력 방안
  - 사이버 위협의 실태와 대응방안
  - 국방운영의 효율화: 성공사례 및 방안

- SDD 2013
  - 대주제: 아·태지역의 안보협력 증진을 위한 새로운 모색
  - 동북아 평화·협력과 아·태지역 포괄안보
  - 글로벌 비확산과 국제사회의 역할
  - 국가 사이버안보 거버넌스 내에서의 군의 역할
  - 국방예산 제약 하에서의 국방 기획

- SDD 2014
  - 대주제: 갈등에서 협력으로: 아·태지역 국가 간 신뢰구축 방안
  - 갈등에서 협력으로
  - 아태지역 신뢰구축과 한반도 통일
  - 군사적 신뢰구축과 분쟁예방
  - 인도지원/재난구조와 국방협력
  - 해양안보와 국방협력
  - 사이버안보 협력과 국제규범

- SDD 2015
  - 대주제: 종전 70년 분단 70년: 도전과 희망
  - 한반도 통일과 글로벌 안보
  - 동아시아 해양위기의 진단과 관리
  - 사이버 방호와 국방협력
  - 글로벌 보건안보와 국방협력
  - 폭력적 극단주의 대응과 국방협력
  - 핵비확산과 국방협력